# ウニ丼

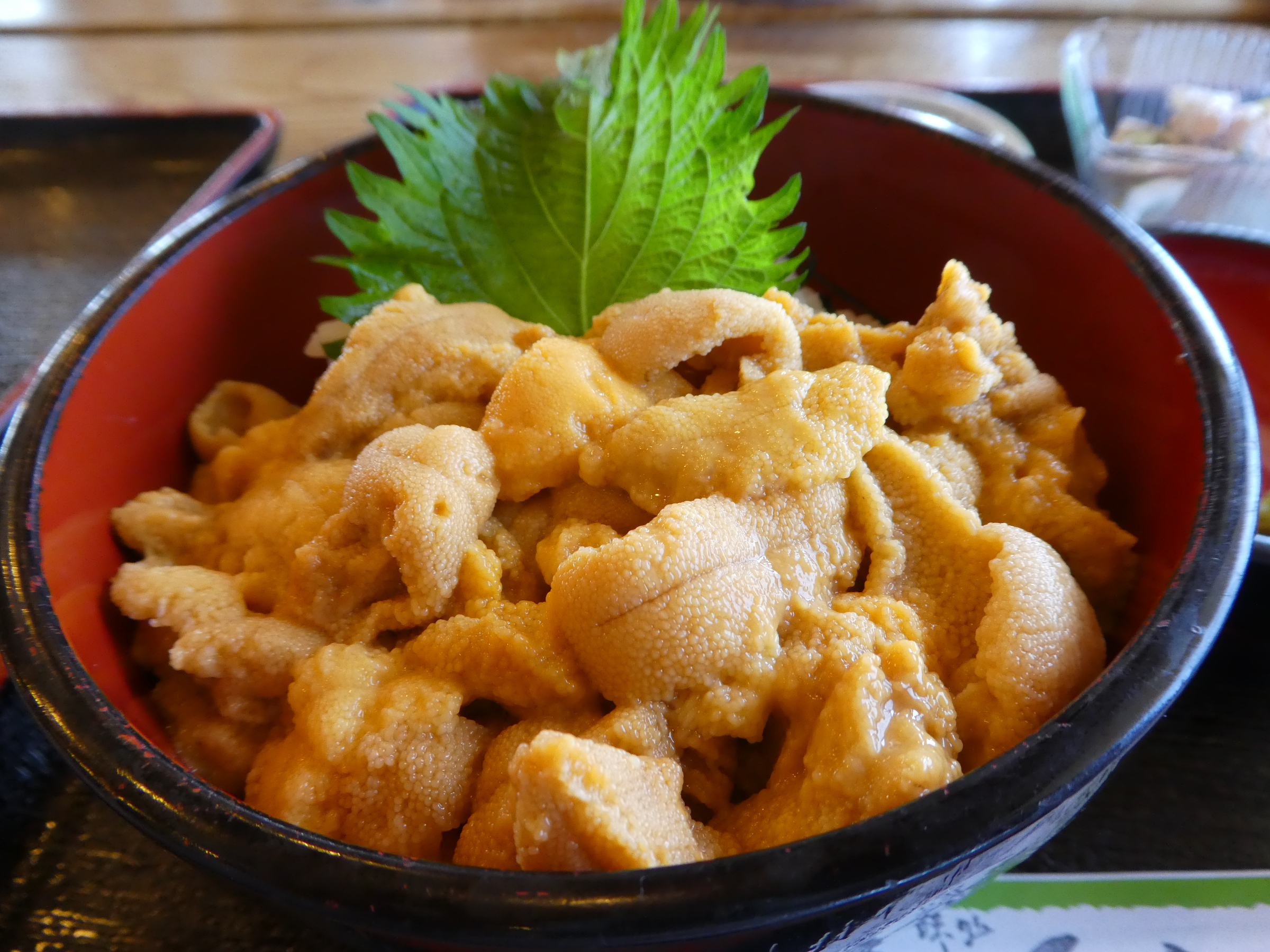
ウニ丼

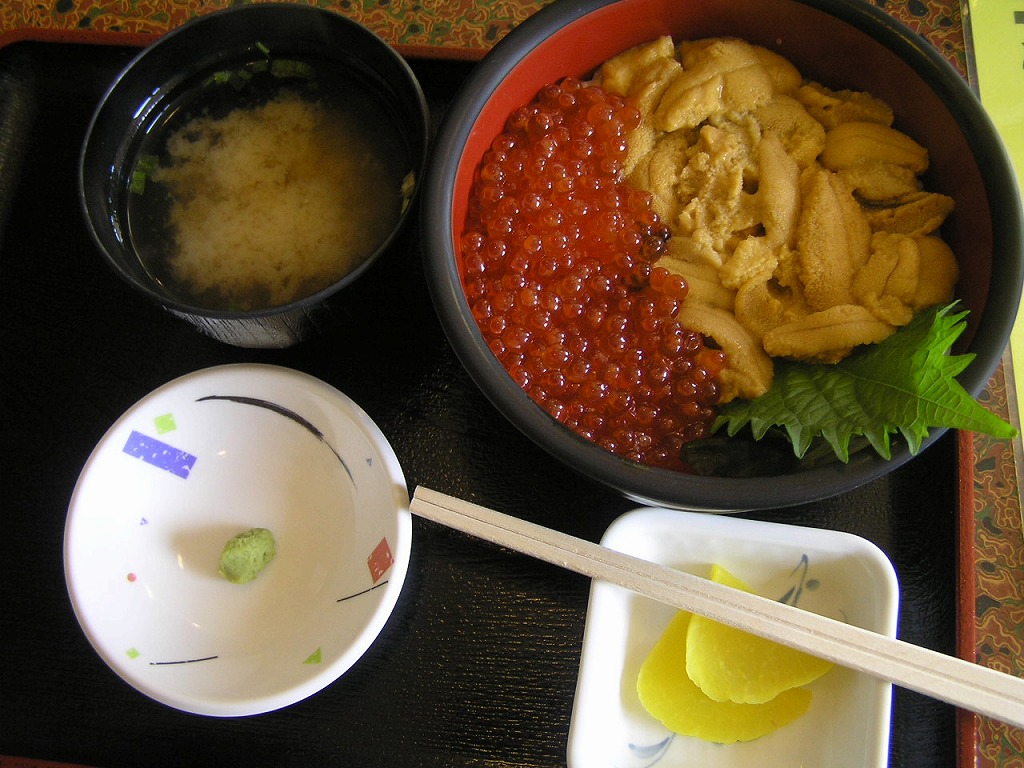
一つで二つの味が楽しめるウニイクラ丼（ムラサキウニ）

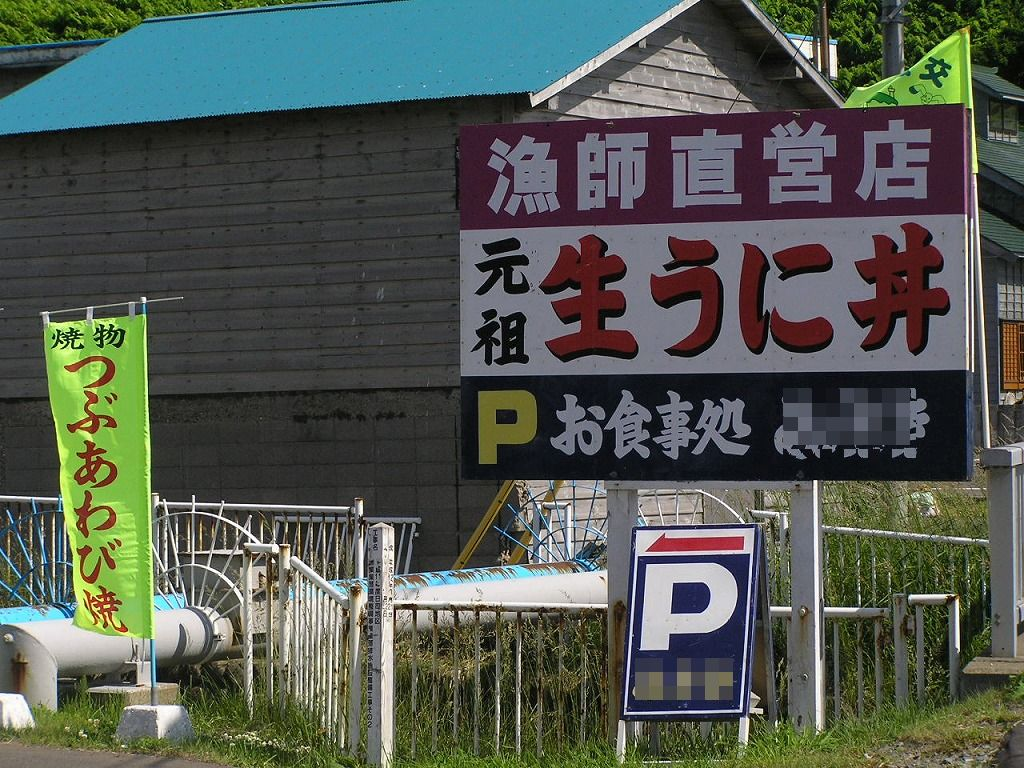
積丹半島によく見かける漁師直営を謳う「うに丼」店看板

ウニ丼（うにどん、うにどんぶり）は、丼に入れたご飯の上にウニを乗せた丼物。通常は生ウニを使い、ウニのほかにはノリを付け合せる程度で、ウニそのものの風味や味覚を堪能するため、ワサビと醤油を好みでかけただけで食される。塩漬けにしたウニが使われることもある。
発祥は北海道の礼文島といわれている。現在では、ウニの産地を中心に全国的に広がっているが、ウニの鮮度と価格の問題があり、北海道などウニの産地以外ではまだ見かけることは少ない。ウニの国内の生産量のうち約半分を北海道産が占めている。

## 使用されるウニ
北海道でも積丹半島は特にウニ丼のメッカとして知られ、使われるウニの種類は、ムラサキウニが最も多く80%から90%を占め（場合によっては90%以上）、漁師の呼び名は「しろ」または「ノナ」（語源はアイヌ語に由来）。北海道のものはキタムラサキウニであり、ムラサキウニより一回り大きい。バフンウニは「あか」、「ガンゼ」（甲蠃/石陰子=かせ、がぜに由来）などと呼ばれる。価格もムラサキウニよりも高価である。北海道のものは通常、エゾバフンウニであり、やはり一回り大きい。ムラサキウニの身は白っぽく、バフンウニは赤く見える。食されるのは産卵期の生殖巣（卵巣・精巣）の成熟した部分である。ビタミンB1・B2・B3、リン脂質などを多く含有し、疲労回復、強壮や神経系、脳などに好影響があるとされる。

## 解禁時期
ウニは同じ種類でも地域により繁殖時期が違うため、解禁時期が異なり、現地で食べる場合には解禁日に注意する。日本海では一般に6月から8月が解禁時期であり、太平洋、オホーツク海と移っていく。このため、北海道でも知床半島の羅臼あたりでは1月から6月、積丹半島や小樽で食べるには6月から8月が季節となる。実際の細かい解禁時期は各漁協によって異なり、実入りや餌になる海草の生育状況などを考慮し決められることが多い。